# Nam-gu, Gwangju
Quận Nam (Nam-gu, 남구) nằm ở phía Nam Gwangju (광주광역시), Hàn Quốc.
'Nam'(南) nghĩa là 'phía nam' trong tiếng Hàn. 'gu'(區) nghĩa là 'quận' của thành phố đô thị trong tiếng Hàn.

## Phân khu
Gồm 43 dong, hoặc khu phố, ở Namgu, 남구.

Dong gồm:
1. 사동 Sa dong
2. 구동 Gu dong
3. 서동 Seo dong
4. 월산동 Wolsan dong (thêm 4 và 6),
5. 월산4동
6. 월산5동
7. 백운동 Baekun dong (thêm 1 và 2)
8. 백운1동
9. 백운2동
10. 주월동 Juwol dong (thêm 1 và 2)
11. 주월1동
12. 주월2동
13. 노대동 Nodae dong
14. 진월동 Jinwol dong
15. 덕남동 Deoknam dong
16. 행암동 Haengam dong
17. 임암동 Imam dong
18. 송하동 Songha dong
19. 양림동 Yangrim dong
20. 방림동 Bangrim dong (thêm 1 và 2)
21. 방림1동
22. 방림2동
23. 봉선동 Bongseon dong (thêm 1 và 2)
24. 봉선1동
25. 봉선2동
26. 구소동 Guso dong
27. 양촌동 Yangchon dong
28. 도금동 Dogeum dong
29. 승촌동 SungChon dong
30. 지석동 Jiseok dong
31. 압촌동 Apchon dong
32. 화장동 Hwajang dong
33. 칠석동 Chilseok dong
34. 석정동 SeokJeong dong
35. 신장동 Shinjang dong
36. 양과동 YangGwa dong
37. 이장동 Ijeong dong
38. 대지동 Daeji dong
39. 월성동 Wolseong dong
40. 사직동 Sajik dong
41. 효덕동 Hyodeok dong
42. 송암동 Songam dong
43. 대촌동 Daechon dong